# Wolfgang Höhne
Wolfgang Höhne (* 11. Juli 1948 in Freiberg) ist ein deutscher Biochemiker.
Er begann nach dem Abitur, das er 1966 in Potsdam-Babelsberg ablegte, im selben Jahr ein Chemiestudium an der Friedrich-Schiller-Universität Jena. Im Jahr 1969 wechselte er an die Humboldt-Universität zu Berlin, an der er das Studium in der Fachrichtung Biochemie fortsetzte und 1971 beendete. Ein Jahr später promovierte er an der Humboldt-Universität mit einer auf drei Fachartikeln basierenden Dissertation zum Reaktionsmechanismus der Pyrophosphatase aus Bäckerhefe, die er als Gemeinschaftsarbeit zusammen mit dem seit 1995 an der Harvard University tätigen Biochemiker Tom Rapoport einreichte.
Nach seiner Promotion wirkte Wolfgang Höhne bis 1976 als wissenschaftlicher Assistent und anschließend als Leiter der Forschungsgruppe Enzymologie am Institut für Biochemie des Bereichs Medizin der Humboldt-Universität. Im Jahr 1979 wurde er mit einer Arbeit zur Rolle von Metallionen in Struktur und Funktion von Enzymen habilitiert und im selben Jahr Oberassistent. Fünf Jahre später wurde er an der Humboldt-Universität zum Hochschuldozenten für Physiologische und Biologische Chemie und 1990 zum Leiter der Abteilung Proteinstrukturforschung an deren Institut für Biochemie ernannt, an dem er 1994 einen Ruf auf eine Professur für Biochemie erhielt.
Schwerpunkt der Forschung von Wolfgang Höhne sind die Strukturanalytik und die Modellierung von Proteinen sowie die Wechselwirkungen zwischen Antikörpern und Antigenen. Von 1994 bis 2004 war er Sprecher des an der Humboldt-Universität bestehenden Graduiertenkollegs „Modellstudien zu Struktur, Eigenschaften und Erkennung biologischer Moleküle auf atomarer Ebene“.

## Auszeichnungen
- 1980 Karl-Lohmann-Preis